# Chilpancinguito
Chilpancinguito är en ort i Mexiko.   Den ligger i kommunen General Heliodoro Castillo och delstaten Guerrero, i den södra delen av landet, 230 km sydväst om huvudstaden Mexico City. Chilpancinguito ligger 1 196 meter över havet och antalet invånare är 222.
Terrängen runt Chilpancinguito är kuperad åt sydost, men åt nordväst är den bergig. Chilpancinguito ligger nere i en dal. Runt Chilpancinguito är det ganska glesbefolkat, med 21 invånare per kvadratkilometer. Närmaste större samhälle är Campo Morado, 1,5 km söder om Chilpancinguito. I omgivningarna runt Chilpancinguito växer huvudsakligen savannskog.